# یلنا دندبرووا
یلنا دندبرووا (روسی: Елена Юръевна Дендеберова؛ زادهٔ ۴ مه ۱۹۶۹) شناگر اهل اتحاد جماهیر شوروی سوسیالیستی بود.
وی در مسابقات کشوری و بین‌المللی در مجموع برندهٔ ۴ مدال نقره، ۱ مدال برنز شده‌است.